# 七条家
七条家（七條家、しちじょうけ）は、藤原北家水無瀬流の公家・華族である。公家としての家格は羽林家、華族としての家格は子爵家。

## 歴史
権中納言水無瀬氏成の子・隆脩を祖とする。家格は羽林家。江戸時代の石高は200石。
明治維新後の明治2年（1869年）6月17日の行政官達で公家と大名家が統合されて華族制度が誕生すると七条家も公家として華族に列した。明治17年（1884年）7月7日の華族令の施行で華族が五爵制になったが、この時点では戸主が信元の女で信祖室の寿賀子であったため、叙爵がなく、明治20年（1887年）4月15日に信義が大納言直任の例がない旧堂上家として子爵に叙せられた。